# Matthieu Bailet
Matthieu Bailet (* 23. April 1996 in Nizza, Alpes-Maritimes) ist ein französischer Skirennläufer. Er gehört aktuell dem A-Kader des französischen Skiverbandes an und ist auf die schnellen Disziplinen Abfahrt und Super-G spezialisiert. Seine ältere Schwester Margot Bailet war ebenfalls als Skirennläuferin aktiv.

## Biografie
Matthieu Bailet stammt aus dem maritimen Nizza und startet für den dort beheimateten Skiverein. Er erlernte das Skifahren im Skigebiet Isola 2000 in den Seealpen.
Bailet hatte sein Europacup-Debüt am 11. Januar 2014 in der Abfahrt von Wengen. Seine ersten Punkte gewann er ein Jahr später in der Abfahrt von Val-d’Isère. Am Ende der Saison errang er den Staatsmeistertitel im Super-G. Nach einer enttäuschend verlaufenen Saison 2015/16, in der er kein einziges Mal in die Punkteränge gekommen war, kürte er sich im Super-G von Sotschi überraschend zum ersten französischen Juniorenweltmeister seit fünf Jahren. Bei den französischen Meisterschaften verteidigte er seinen Titel im Super-G.
Sein Weltcup-Debüt gab Bailet am 17. März 2016 als amtierender Juniorenweltmeister im Super-G von St. Moritz. Erste Weltcuppunkte gewann er bereits in seinem zweiten Rennen im folgenden Dezember in Val-d’Isère. Nach zwei Verletzungen startete er mit zwei Platzierungen in den Punkterängen erfolgreich in die Saison 2017/18 und erreichte mit hoher Startnummer und Rang sechs auf der anspruchsvollen Pista Stelvio in Bormio sein bisher bestes Ergebnis im Weltcup. Dieses Resultat konnte er ein Jahr später auf derselben Strecke wiederholen. Im Februar 2021 nahm er in Cortina d’Ampezzo erstmals an Weltmeisterschaften teil und belegte die Ränge sieben und 25 in Super-G und Abfahrt. Wenige Wochen später gelang ihm als Zweiter im Super-G von Saalbach-Hinterglemm sein erster Podestplatz im Weltcup.

## Erfolge

### Olympische Spiele
- Peking 2022: 27. Abfahrt

### Weltmeisterschaften
- Cortina d’Ampezzo 2021: 7. Super-G, 25. Abfahrt

### Weltcup
- 14 Platzierungen unter den besten zehn, davon 1 Podestplatz

### Weltcupwertungen
| Saison  | Gesamt | Gesamt | Abfahrt | Abfahrt | Super-G | Super-G |
| Saison  | Platz  | Punkte | Platz   | Punkte  | Platz   | Punkte  |
| ------- | ------ | ------ | ------- | ------- | ------- | ------- |
| 2016/17 | 137.   | 10     | –       | –       | 45.     | 10      |
| 2017/18 | 135.   | 13     | 48.     | 9       | 47.     | 4       |
| 2018/19 | 76.    | 78     | 22.     | 73      | 51.     | 5       |
| 2019/20 | 70.    | 121    | 17.     | 114     | 51.     | 7       |
| 2020/21 | 28.    | 266    | 11.     | 154     | 13.     | 112     |
| 2021/22 | 39.    | 211    | 28.     | 76      | 13.     | 135     |
| 2022/23 | 69.    | 99     | 38.     | 54      | 30.     | 45      |
| 2023/24 | 76.    | 84     | 21.     | 83      | 61.     | 1       |

### Europacup
- 5 Platzierungen unter den besten 30

### Juniorenweltmeisterschaften
- Hafjell 2015: 23. Abfahrt, 35. Alpine Kombination, 65. Super-G
- Sotschi 2016: 1. Super-G, 10. Alpine Kombination, 15. Abfahrt
- Åre 2017: 11. Abfahrt

### Weitere Erfolge
- 2 französische Meistertitel: Super-G 2016, Abfahrt 2021
- 5-facher französischer Jugendmeister (Slalom 2012, Abfahrt 2015 und 2016, Super-G 2015 und 2016)
- 2 Siege in FIS-Rennen